# ’t Klein Muziekske
’t Klein Muziekske is een fanfare uit Dendermonde die sinds 2021 de titel Koninklijke mag dragen.

## Geschiedenis
Dender en Schelde, een supportersclub van de Dendermondse voetbalploeg KAV Dendermonde, besloot in 1971 een fanfare op te richten om de voetbalploeg te steunen. Inspiratiebron hiervoor was het Muziek van Gustje Mestdag, een fanfare die voor de Tweede Wereldoorlog dezelfde functie vervulde. De oprichting vond plaats in café Antikens op de Oude Vest. De eerste match waarbij de nieuwe fanfare optrad was de thuismatch tussen KAV Dendermonde en Sint-Gillis-Waas. Oorspronkelijk bestond de fanfare uit slechts vijf leden en kreeg ze de naam Tsjing Boem, naar de bijnaam Tsjing Boem van Victor Van Damme die op de grote trom sloeg. Na enkele optredens werd de fanfare gekend onder de naam ’t Klein Muziekske.
’t Klein Muziekske begon daarna op te treden los van de voetbalploeg; op feesten, braderieën en in stoeten. Ze werden in de maand augustus een vaste waarde op de terrasjesavonden op de Grote Markt van Dendermonde. Ze werden gedurende een periode de huisband van Eendracht Aalst. In 1993 mochten ze de Dendermondse persprijs in de categorie Sociaal-cultureel werk in ontvangst nemen. Vanaf 15 januari 2021 heeft de fanfare het privilege de titel Koninklijke te mogen dragen.